# Ampulex brunneofasciata
Ampulex brunneofasciata är en  stekelart som beskrevs av Giordani Soika 1939. Ampulex brunneofasciata ingår i släktet Ampulex och familjen Ampulicidae. Inga underarter finns listade i Catalogue of Life.